# Ronit Matalon
Pour les articles homonymes, voir Matalon.
Ronit Matalon (hébreu : רונית מטלון), née en Israël le 25 mai 1959 dans une famille juive égyptienne, et morte le 28 décembre 2017, est une  romancière, journaliste et essayiste israélienne.

## Biographie

### Milieu familial
Née à Ganei Tikva (en), quartier pauvre des faubourgs de Petah Tikva, près de Tel Aviv, Ronit Matalon est issue d'une riche famille juive du Caire installée en Israël après la guerre de 1948-1949. Sa mère, Ama, qui s'exprimait en arabe, français et hébreu, a travaillé dur comme femme de ménage, dès son arrivée en Israël, pour subvenir aux besoins de sa famille, avant de devenir fonctionnaire dans la ville de Petah Tikva. Son père, Felix, travailleur social et militant pour les droits des Mizrahim, avait quitté la famille avant sa naissance pour des raisons politiques, ne désirant pas vivre marginalisé par les Ashkénazes qui dominaient la société israélienne d'alors.  
Ronit Matalon se présentait comme « une Séfarade qui s’en [était] sortie ».

### Carrière
Après des études de littérature et de philosophie de 1977 à 1981 à l'université de Tel Aviv, elle devient journaliste, d'abord pour la télévision israélienne. Elle travaille ensuite pour le quotidien Haaretz, couvrant la zone de Gaza et la Cisjordanie entre 1987 et 1993,. 
Elle écrit son premier roman en 1992 (Zarim ba-bayit, Des étrangers dans leur propre pays) et entame alors une carrière de femmes de lettres. Son œuvre est traduite en plusieurs langues, dont le français et l'anglais.
Elle est professeure de littérature à l'université de Haïfa. Elle a également enseigné à l'école Camera Obscura, école d'enseignement artistique de Tel Aviv.
Elle participe également aux manifestations de l'Association pour les droits civils en Israël. Elle est membre du conseil Art et Culture du ministère de l'Éducation, et du Forum pour une Culture méditerranéenne du Van Leer Jerusalem Institute (en). En 2003, elle est co-requérante à la Cour suprême d'Israël pour l'enquête concernant de Salah Shehade.
Elle meurt à Haïfa, où elle résidait, à l'âge de 58 ans, des suites d'un cancer.

## Le «levantinisme»
Les spécialistes ont souvent rapproché l'œuvre fictionnelle de Ronit Matalon et les essais de Jacqueline Shohet Kahanoff, juive égyptienne émigrée en Israël, auteur de La Génération des Levantins (en anglais), et dont les textes évoquent la nostalgie du Levant cosmopolite qui s'est épanoui avant la montée des nationalismes de tous bords. R. Matalon a consacré un article à Jacqueline Shohet Kahanoff en 1986.  Jacqueline Kahanoff apparaît comme personnage dans le roman de Ronit Matalon Ze ‘im ha-panim eleinu (Celui qui nous fait face), et deux de ses essais sont repris dans le roman. 

### Citation
Évoquant la coexistence de différentes communautés et de diverses nationalités dans l'Égypte de la première moitié du XXe siècle, qu'ont connue les juifs égyptiens, avant de devoir quitter ce pays, Ronit Matalon écrit dans Lire et écrire (« קרוא וכתוב », Kro u-khtov, p. 45), recueil d'essais paru en 2001 :

« Il me semble que l’un des biens les plus précieux que les gens de la génération levantine ont apporté est la conscience de la relativité culturelle qui était ancrée en eux, non pas comme une idéologie déclarée, mais comme partie organique de leur mode de vie et de leur nature, tout comme la couleur des yeux et le ton de la voix. [Ils ont apporté] cette conscience qu’une identité est quelque chose de relatif et non pas total, qu’elle ne peut être “hors contexte”, qu’elle est en relation de réciprocité permanente avec l’environnement et la société, qu’elle change ou bien qu’elle a la capacité de se transformer. Cette conscience était en confrontation, voire en opposition, avec le récit sioniste, qui a prôné une seule identité nationale, nouvelle, enracinée. »

## Œuvre

### Œuvres traduites en français
- Le Bruit de nos pas [« קול צעדינו », Ḳol tseʻadenu, 2009], trad. de Rosie Pinhas-Delpuech, Paris, Éditions Stock, coll. « La cosmopolite », 2012, 465 p.  (ISBN 978-2-234-07115-5)[15],[16]

« La vie de l’auteure et celle de sa mère dans une baraque de la ma'bara de Gane Tiqva sont au cœur du récit. Lucette élève ses trois enfants en gagnant péniblement de quoi vivre comme femme de ménage. Le père les a abandonnés en s’engageant dans une forme d’agitation politique. »
- De face sur la photo [« זה עם הפנים אלינו », Zeh ʻim ha-panim elenu, 1995], trad. de Rosie Pinhas-Delpuech, Arles, France, Actes Sud, 2015, 352 p.  (ISBN 978-2-330-05330-7)[18]

### Œuvres en hébreu
- A Story that Begins with a Snake’s Funeral (« סיפור שמתחיל בלוויה של נחש » [Sipur she-matḥil be-leṿayah shel naḥash], Une histoire qui commence par les funérailles d'un serpent), 1989, roman pour enfants qui sera adapté à l’écran en 1994.
- Strangers at Home, 1992 (« זרים בבית » [Zarim ba-bayit], Des étrangers dans leur propre pays)
- Sarah Sarah, 2000 (« שרה שרה » [Śarah, Śarah]), sur le sort fait aux populations palestiniennes, construit en flash-backs.
- A Romance in Letters (Une histoire d'amour épistolaire), 2012, écrit avec Ariel Hershfeld, son partenaire depuis 2012.
- Girls Who Walk in their Sleep, 2015 (« הנערות ההולכות בשנתן » [Ha-ne'arot ha-holchot bi-shnatan]), pièce de théâtre.
- And the Bride Closed the Door (« והכלה סגרה את הדלת » [Ṿeha-kalah sagrah et ha-delet], Et la mariée ferma la porte), 2016.

## Prises de position politiques
Militante politique, Ronit Matalon était une farouche opposante à l'occupation israélienne de la Cisjordanie. Dans le Monde en 2012, elle avait dénoncé « le nationalisme israélien mortifère, cette machine à exclure tout ce qui est lié à la culture arabe ». Sa dénonciation d'un « régime d'apartheid » dans un entretien au Monde en janvier 2016 lui avait valu de nombreuses critiques en Israël ; elle avait notamment déclaré : « Nous vivons aujourd’hui sous un régime d’apartheid. Comment qualifier cela autrement quand nous construisons des routes réservées aux juifs ? Rien de ce qui se passe aujourd’hui n’était absent à l’origine de l’État d’Israël, en 1948. Il y a toujours eu une lutte sur l’identité de ce pays. Dans son ADN, Israël me fait penser aux sociétés fondamentalistes. »

## Récompenses
Auteure de romans, elle obtient le prix Bernstein en 2009 pour Ḳol tseʻadenu (« קול צעדינו » ; Le Bruit de nos pas). Ce même ouvrage obtient également le prix Alberto-Benveniste en 2013.
Le 27 décembre 2017, la veille de sa disparition, elle reçoit le prix Brenner de l’Association des écrivains hébreux pour son dernier roman And the Bride Closed the Door,.